# Aixirivall
Aixirivall (prononcé en catalan: /əʃiɾiˈβaʎ/, et localement : /ajʃiɾiˈβaʎ/) est un village d'Andorre, situé dans la paroisse de Sant Julià de Lòria, qui comptait 937 habitants en 2017.

## Géographie

### Localisation
Aixirivall se situe à 1 148 m d'altitude sur la rive gauche du riu d'Aixirivall avant sa confluence avec la Valira qui a lieu à Sant Julià de Lòria. Comme Auvinyà, Certers, Fontaneda, et Nagol, Aixirivall fait partie des villages installés non pas au sein mais au dessus de la vallée du Gran Valira. La portion la plus basse de cette vallée, à proximité de la frontière espagnole, n'a en effet pas été élargie par les glaciers au cours des dernières glaciations.
Le village est accessible par la route CS-131 depuis Sant Julià (2,5 km). Le GR-7 passe à quelques centaines de mètres du village et permet de rejoindre Llumeneres au nord et Auvinyà au sud.

### Climat
| Mois                              | jan. | fév. | mars | avril | mai  | juin | jui. | août | sep. | oct. | nov. | déc. | année |
| --------------------------------- | ---- | ---- | ---- | ----- | ---- | ---- | ---- | ---- | ---- | ---- | ---- | ---- | ----- |
| Température minimale moyenne (°C) | −2,5 | −2,2 | 0    | 2,2   | 5,9  | 9,7  | 12,1 | 12   | 8,8  | 5,4  | 1,2  | −1,5 | 4,3   |
| Température moyenne (°C)          | 1,2  | 2,6  | 5,1  | 7,1   | 11,7 | 16,1 | 19,1 | 18,7 | 15,1 | 10,8 | 5    | 1,8  | 9,3   |
| Température maximale moyenne (°C) | 4,6  | 6,9  | 10,1 | 11,7  | 15,9 | 22,4 | 24,4 | 23,5 | 19,7 | 14,9 | 8,4  | 5,2  | 13,7  |
| Précipitations (mm)               | 53,6 | 30,9 | 42,6 | 77,9  | 94,7 | 84,9 | 61,2 | 80,3 | 83,8 | 80,5 | 82,5 | 65,9 | 838,7 |

## Patrimoine
Le village abrite l'église Sant Pere d'Aixirivall, de style roman, construite aux XVIe siècle et XVIIe siècle et classée édifice protégé d'Andorre.

## Toponymie
Le toponyme Aixirivall est d'origine pré-romane. Joan Coromines a proposé notamment une construction à partir du basque ziro-zabal. De nombreuses formes toponymiques anciennes sont attestées : Ciroval (forme la plus ancienne, citée notamment en 1073 et 1132), Cirovall, Cirival, Siroval, Sirovall mais aussi Anxiravall,,.

## Démographie
La population de Aixirivall était estimée en 1838 à 50 habitants et à 70 habitants en 1875.

### Époque contemporaine
| 1984 | 1985 | 1986 | 1987 | 1988 | 1989 | 1990 | 1991 | 1992 |
| ---- | ---- | ---- | ---- | ---- | ---- | ---- | ---- | ---- |
| 121  | 118  | 117  | 127  | 133  | 153  | 174  | 192  | 208  |

| 1993 | 1994 | 1995 | 1996 | 1997 | 1998 | 1999 | 2000 | 2001 |
| ---- | ---- | ---- | ---- | ---- | ---- | ---- | ---- | ---- |
| 249  | 331  | 338  | 374  | 388  | 429  | 461  | 467  | 504  |

| 2002 | 2003 | 2004 | 2005 | 2006 | 2007 | 2008 | 2009 | 2010 |
| ---- | ---- | ---- | ---- | ---- | ---- | ---- | ---- | ---- |
| 514  | 581  | 637  | 665  | 745  | 783  | 796  | 816  | 834  |

| 2011 | 2012 | 2013 | 2014 | 2015 | 2016 | 2017 | - | - |
| ---- | ---- | ---- | ---- | ---- | ---- | ---- | - | - |
| 802  | 821  | 838  | 831  | 851  | 879  | 937  | - | - |